# The Martinis
The Martinis son una banda de rock filipino formada en Los Ángeles, California en 1993, integrada por el guitarrista de Pixies Joey Santiago y su mujer llamada Linda Mallari, ambos de origen filipino. Han editado un álbum para la discográfica Cooking Vinyl, Artist Direct y Distracted/BMG.  Su canción "Free" aparece en la película Empire Records y en el álbum de la banda sonora.

## Discografía
- The Smitten Sessions EP (6 de abril de 2004) - Lanzado por Distracted Records, con el batería de Pixies, Dave Lovering en la pista cinco.
- Smitten (4 de mayo de 2004) - Lanzado por Cooking Vinyl.